# Una festa scatenata
Una festa scatenata (The Whoopee Party) è un film del 1932 diretto da Wilfred Jackson. È un cortometraggio animato della serie Mickey Mouse, prodotto dalla Walt Disney Productions e uscito negli Stati Uniti il 17 settembre 1932, distribuito dalla United Artists.

## Trama
Topolino e i suoi amici organizzano una scatenatissima festa. Mentre Minni suona il pianoforte, Clarabella e gli invitati ballano. Topolino, Pippo e Orazio Cavezza preparano invece il rinfresco. Poi, mentre tutti mangiano, anche loro si mettono a suonare, ballare e divertirsi. Gli schiamazzi causano però l'arrivo della polizia, che tuttavia partecipa subito alla festa.

## Distribuzione

### Edizione italiana
Esistono due edizioni italiane del corto. In DVD è stata inclusa l'edizione originale, senza doppiaggio italiano e con il titolo in inglese. Quella trasmessa in TV è invece doppiata in italiano, colorata al computer e presenta dei nuovi titoli di testa e di coda (con il titolo italiano).

## Edizioni home video

### DVD
Il cortometraggio è incluso nel DVD Walt Disney Treasures: Topolino in bianco e nero, con titolo e doppiaggio originali.